# Instituto de Estudios Medievales
Instituto de Estudios Medievales (IEM) fue un organismo creado en 1932 por Fernando de los Ríos, ministro del gobierno de la Segunda República Española con la finalidad de coleccionar y realizar publicaciones críticas de fuentes de la Historia Medieval en una colección que recibió el nombre de Monumenta Hispaniae Historica (MHH). Este instituto funcionaría dentro del Centro de Estudios Históricos como un organismo dependiente del mismo. Su primer director fue el historiador Claudio Sánchez-Albornoz. Con la caída de la II República en 1939 será el Consejo Superior de Investigaciones Científicas el que asuma esta tarea.

## Precedentes
En 1910 se había creado el Centro de Estudios Históricos (CEH) dependiente de la Junta para Ampliación de Estudios e Investigaciones Científicas y dotado de cierta autonomía. Su actividad se desdobló en tres ámbitos: administrativo, económico y científico.
Desde sus inicios los estudios medievales y de historia del derecho ganar protagonismo por su actividad y labor de investigación, especialmente la sección de Instituciones Sociales y Políticas de León y Castilla dirigida por Eduardo de Hinojosa y Naveros. Su muerte en 1919 quiebra la marcha de esta sección. Sus tareas iniciadas son retomadas por sus colaboradores, como Claudio Sánchez-Albornoz, José María Ramos Loscertales y Galo Sánchez Sánchez, fundando en 1924 el Anuario de Historia del Derecho Español bajo la dirección de Laureano Díez Canseco.
Desde 1928 Claudio Sánchez Albornoz, entonces embajador en Portugal, instaura el seminario de Historia de las Instituciones Medievales Españolas, que dirige, centrado en el estudio de los infanzones. Este seminario va tomando peso gracias al grupo de colaboradores que realizan sus tesis doctorales dirigidos por Sánchez Albornoz: Luis Vázquez de Parga, José María Lacarra, Luis García de Valdeavellano, Pilar Loscertales Baylín, Consuelo Gutiérrez del Arroyo, María Brey Mariño y varios más.
El 14 de enero de 1932 se crea por decreto el Instituto de Estudios Medievales con el objetivo principal de preparar y publicar los Monumenta Hispaniae Historica, mediante la edición y estudio crítico de fuentes medievales.

## Estructura
La labor de recopilación de documentación en diferentes archivos municipales, provinciales y nacionales suponía una ingente tarea al frente de la cual estaba como director Claudio Sánchez Albornoz que logró numerosos colaboraciones: Galo Sánchez, José María Lacarra, Pilar Loscertales, María Brey, etc. 
Se crearon cuatro secciones:
- General: dirección de trabajos y secretaría técnica, encargada de organizar las tareas científicas, mantener la coordinación de las demás. Claudio Sánchez-Albornoz, Concepción Muedra y Luis García de Valdeavellano componían los miembros de esta sección.
- Leges et Consuetudines o Fueros: con la misión de investigar, reunir y publicar mediante ediciones críticas las fuentes de la historia del Derecho español medieval. Galo Sánchez Sánchez, José María Lacarra, Pilar Loscertales y Ana Pardo formaban el equipo de esta segunda sección, elaborando un catálogo completo de fueros y cartas pueblas actualizando el que tenía la Academia de la Historia.
- Scriptores o Crónicas: con la misma misión anterior pero en lo que respecta a crónicas y fuentes narrativas literarias, especialmente de la Hispania visigoda. Estaba dirigida por Benito Sánchez y Alonso, junto con Concepción Zulueta, Luis Vázquez de Parga y María Luz Sánchez Alonso.
- Diplomata et Chartae o Diplomas: encargada del estudio y publicación de los documentos. Dirigida por Sánchez-Albornoz era la más numerosa al incluir a Gerardo Núñez, Ramón Paz, María Brey, Consuelo Gutiérrez del Arroyo, Ricardo Blasco, María Teresa Casares, etc. Se centraban en visitar los archivos correspondientes fotografiando documentos para publicar.